# Bread
Bread is een band uit Los Angeles, Californië die met name in de eerste helft van de jaren 70 succesvol was. Zij zijn de grondleggers van een destijds nieuw genre binnen de popmuziek: softrock (superromantische liedjes). In vier jaar tijd heeft de groep zes gouden albums bij elkaar gespeeld.

## Musici
- David Gates - zang, gitaar, basgitaar, toetsen, viool en percussie;
- Jimmy Griffin - zang, gitaar, toetsen, percussie;
- Robb Royer (tot 1971) - basgitaar, gitaar, fluit, toetsen, percussie en achtergrondzang;
- Larry Knechtel (vanaf 1971) - basgitaar, gitaar, toetsen, harmonica;
- Mike Botts - drums.

## Geschiedenis

### 1968-1977
Gates, Griffin en Royer formeren de groep in 1968 en tekenen een contract bij Elektra Records. Ze hebben eerder samengewerkt in een band The Pleasure Fair. Hun album Bread verschijnt in 1969 met sessiemuzikant Jim Gordon achter de drums. Bij de opnamen van het tweede album On The Waters komt Botts de gelederen versterken. Als begeleidende single wordt echter een track van album Bread heropgenomen: "It Don't Matter to Me". Hun single "Make It with You", afkomstig van album On the Waters, zou later blijken de enige nummer-1 hit van de groep in de VS te zijn. Na album nummer 3 verlaat Royer de groep en wordt opgevolgd door Larry Knechtel, ook al een studiomuzikant; hij blijft permanent bij de groep. Ondanks het succes dat de band heeft ontstaat er wrijving tussen Gates en Griffin. Alle singles, die Elektra uitgebracht heeft zijn composities van Gates en dat steekt bij Griffin, die een fifty-fifty verdeling wil.
Bij de opnamen voor het 6e album slaat de vermoeidheid toe. Het lange toeren, tijden van opnemen en de spanningen tussen Gates en Griffin leiden uiteindelijk tot de uiteenval van de groep. Gates en Griffin beginnen beide een wisselende solocarrière.
In 1976 komen ze op aandringen van Elektra Records weer bij elkaar en er ontstaat zowaar een nieuw album: Lost without your love. Dit ging gepaard met flinke verkopen van de singles van het album en het album zelf; zo werd de titeltrack een hit. Er volgt nog een tournee ter promotie, maar dan is de koek op.

### 1977-2005
- Gates gaat weer verder met zijn solocarrière (met Botts en Knechtel) onder de naam David Gates en Bread. Griffin is echter rechthebbende van de naam Bread en dat loopt uit op een rechtszaak, die tot 1984 zou lopen.
- De albums verschijnen vrij snel op cd via Elektra, behalve "Lost without you love"; dat wordt pas in 2006 uitgegeven door een onafhankelijk label.
- In 1996 vindt een reünietour plaats vanwege hun 25-jarig bestaan (ondanks alle meningsverschillen).
- In 2005 overlijden zowel Griffin als Botts aan kanker; beiden 61 jaar oud. Op 20 augustus 2009 maakt hartfalen ook een einde aan het leven van Larry Knechtel.

## Coverversies
- Everything I own is in een reggaeversie in 1974 een hit voor Ken Boothe - nummer 1 in het Verenigd Koninkrijk. In 1987 covert Boy George die versie - wederom nummer 1 in het Verenigd Koninkrijk.
- If wordt in 1975 gecoverd door Telly Savalas als Spoken word en een internationale hit - nummer 1 in het Verenigd Koninkrijk.
- Rob de Nijs brengt in 1979 een Nederlandstalige versie uit van Lost without your love onder de titel Alleen is maar alleen.
- Marc Anthony neemt begin jaren 90 een salsaversie op van Make it with you.

## Discografie

### Albums
| Album met eventuele hitnotering(en) in de Nederlandse Album Top 100 | Datum van verschijnen | Datum van binnenkomst | Hoogste positie | Aantal weken | Opmerkingen                     |
| ------------------------------------------------------------------- | --------------------- | --------------------- | --------------- | ------------ | ------------------------------- |
| Bread                                                               | 1969                  | -                     |                 |              |                                 |
| On the waters                                                       | 1970                  | -                     |                 |              |                                 |
| Manna                                                               | 1971                  | -                     |                 |              |                                 |
| Baby I'm-a want you                                                 | 1972                  | -                     |                 |              |                                 |
| Guitar man                                                          | 1972                  | -                     |                 |              |                                 |
| Lost without your love                                              | 1977                  | 15-1-1977             | 13              | 12           |                                 |
| The sound of Bread                                                  | 1978                  | 18-3-1978             | 30              | 6            | verzamel-LP                     |
| The music of                                                        | 1981                  | 20-06-1981            | 15              | 13           | met David Gates / Verzamelalbum |
| Collected                                                           | 2012                  | 27-10-2012            | 31              | 1*           | met David Gates / Verzamelalbum |

### Singles
| Single met eventuele hitnotering(en) in de Nederlandse Top 40 | Datum van verschijnen | Datum van binnenkomst | Hoogste positie | Aantal weken | Opmerkingen |
| ------------------------------------------------------------- | --------------------- | --------------------- | --------------- | ------------ | ----------- |
| Make it with you                                              | 1970                  | 8-8-1970              | tip13           |              |             |
| It don't matter to me                                         | 1970                  | 7-11-1970             | tip             |              |             |
| Let your love go                                              | 1971                  | 30-1-1971             | tip             |              |             |
| If                                                            | 1971                  | 22-5-1971             | 19              | 4            |             |
| Baby I'm-a want you                                           | 1971                  | 13-11-1971            | tip             |              |             |
| Everything I own                                              | 1972                  | 4-3-1972              | tip             |              |             |
| The guitar man                                                | 1972                  | 12-8-1972             | 13              | 8            |             |
| Sweet surrender                                               | 1972                  | 18-11-1972            | tip             |              |             |
| Lost without your love                                        | 1977                  | 15-1-1977             | 14              | 6            |             |
| Hooked on you                                                 | 1978                  |                       |                 |              |             |

### NPO Radio 2 Top 2000
| Nummers met noteringen in de NPO Radio 2 Top 2000 | '99  | '00  | '01 | '02 | '03 | '04  | '05  | '06  | '07  | '08  | '09 | '10 | '11  | '12  | '13  | '14  | '15  |
| ------------------------------------------------- | ---- | ---- | --- | --- | --- | ---- | ---- | ---- | ---- | ---- | --- | --- | ---- | ---- | ---- | ---- | ---- |
| Baby I'm-a Want You                               | 1514 | 1757 | -   | -   | -   | -    | -    | -    | -    | -    | -   | -   | -    | -    | -    | -    | -    |
| Everything I Own                                  | -    | -    | -   | -   | -   | 1958 | -    | -    | -    | -    | -   | -   | -    | -    | -    | -    | -    |
| If                                                | 620  | 539  | 675 | 496 | 663 | 740  | 726  | 753  | 800  | 704  | 941 | 853 | 1060 | 1485 | 1693 | 1644 | 1936 |
| Lost Without Your Love                            | -    | -    | -   | -   | -   | 1690 | 1933 | 1922 | 1801 | 1879 | -   | -   | -    | -    | -    | -    | -    |
| The guitar man                                    | 606  | 568  | 590 | 460 | 533 | 655  | 665  | 694  | 617  | 614  | 929 | 850 | 1146 | 1450 | 1687 | 1903 | -    |

1. ↑  Een '-' betekent dat het nummer niet was genoteerd en een vetgedrukt getal geeft de hoogste notering van een nummer aan.
2. ↑  Deze tabel is bijgewerkt tot en met de laatste editie (2024).